# بيدرو سوسا
بيدرو سوسا (بالبرتغالية: Pedro Sousa‏) مواليد 27 مايو 1988 في لشبونة، هو لاعب كرة مضرب برتغالي بدأ مسيرته كمحترف سنة 2003 يلعب باليد اليمنى ويحتل حالياً المرتبة رقم. 783 (18 يناير 2016) في تصنيف رابطة محترفي كرة المضرب. أعلى تصنيف له في الفردي كان المركز الـ 199 في سنة 2013.

## الخط الزمني للأداء
مفتاح
| ف | ن | ن.ن | ر.ن | د# | د.م | ل | أ.أ | ت | غ | ب | ف | ذ | م.خ | ل.ت |

(ف) فاز بالبطولة (ن) وصل النهائي (ن.ن) نصف النهائي (ر.ن) ربع النهائي (د#) الأدوار الأربعة الأولى (د.م) دور المجموعات (ل) شارك في كأس ديفيز (أ.أ) خرج من الأدوار الاولى (ت) خسر التصفيات التأهيلية (غ) غاب عن الحدث أو البطولة (ب) حصل على ميدالية برونزية (ف) حصل على ميدالية فضية (ذ) حصل على ميدالية ذهبية (م.خ) بطولة الماسترز خُفضت إلى مرتبة أقل (ل.ت) البطولة لم تعقد في السنة المعينة.
لتجنب الارتباك وازدواجية الحساب، يتم تحديث هذه المعلومات إما في نهاية البطولة، أو عندما تكون مشاركة اللاعب في البطولة قد انتهت.

### الفردي
| الدورة/السنة       | 2006 | 2007 | 2008 | 2009 | 2010 | 2011 | 2012 | 2013 | 2014 | 2015 | 2016 | م.ف   | ف-خ | فوز % |
| ------------------ | ---- | ---- | ---- | ---- | ---- | ---- | ---- | ---- | ---- | ---- | ---- | ----- | --- | ----- |
| دورات الجراند سلام |      |      |      |      |      |      |      |      |      |      |      |       |     |       |
| أستراليا المفتوحة  | غ    | غ    | غ    | غ    | غ    | غ    | غ    | غ    | غ    | غ    | غ    | 0 / 0 | 0–0 | بلا   |
| فرنسا المفتوحة     | غ    | غ    | غ    | غ    | غ    | غ    | ت3   | ت1   | غ    | ت1   |      | 0 / 0 | 0–0 | بلا   |
| ويمبلدون           | غ    | غ    | غ    | غ    | غ    | غ    | ت1   | غ    | غ    | ت1   |      | 0 / 0 | 0–0 | بلا   |
| أمريكا المفتوحة    | غ    | غ    | غ    | غ    | غ    | غ    | ت1   | غ    | ت1   | ت1   |      | 0 / 0 | 0–0 | بلا   |
| فوز-خسارة          | 0–0  | 0–0  | 0–0  | 0–0  | 0–0  | 0–0  | 0–0  | 0–0  | 0–0  | 0–0  | 0–0  | 0 / 0 | 0–0 | بلا   |

## روابط خارجية
- بيدرو سوسا على موقع رابطة محترفي التنس (الإنجليزية)
- بيدرو سوسا على موقع الاتحاد الدولي لكرة المضرب (الإنجليزية)
- بيدرو سوسا على موقع كأس ديفيز (الإنجليزية)
- بيدرو سوسا على موقع خلاصة التنس.كوم (الإنجليزية)
- بيدرو سوسا على موقع أوليمبيديا (الإنجليزية)